# Pseudoropica punctatostriata
Pseudoropica punctatostriata là một loài bọ cánh cứng trong họ Cerambycidae.